# お針子 (ベラスケスの絵画)
『お針子』（おはりこ、スペイン語: La costurera、英語: The Needlewoman） は、スペインのバロック絵画の巨匠ディエゴ・ベラスケスが1635-1643年にキャンバス上に油彩で制作した絵画である作品は1927年にアンドリュー・メロンの所有になり、1937年に寄贈された彼の絵画コレクションとともにワシントンD.C.のナショナル・ギャラリーに収蔵された。ナショナル・ギャラリーは絵画の制作年を1640-1650年としている。

## 作品

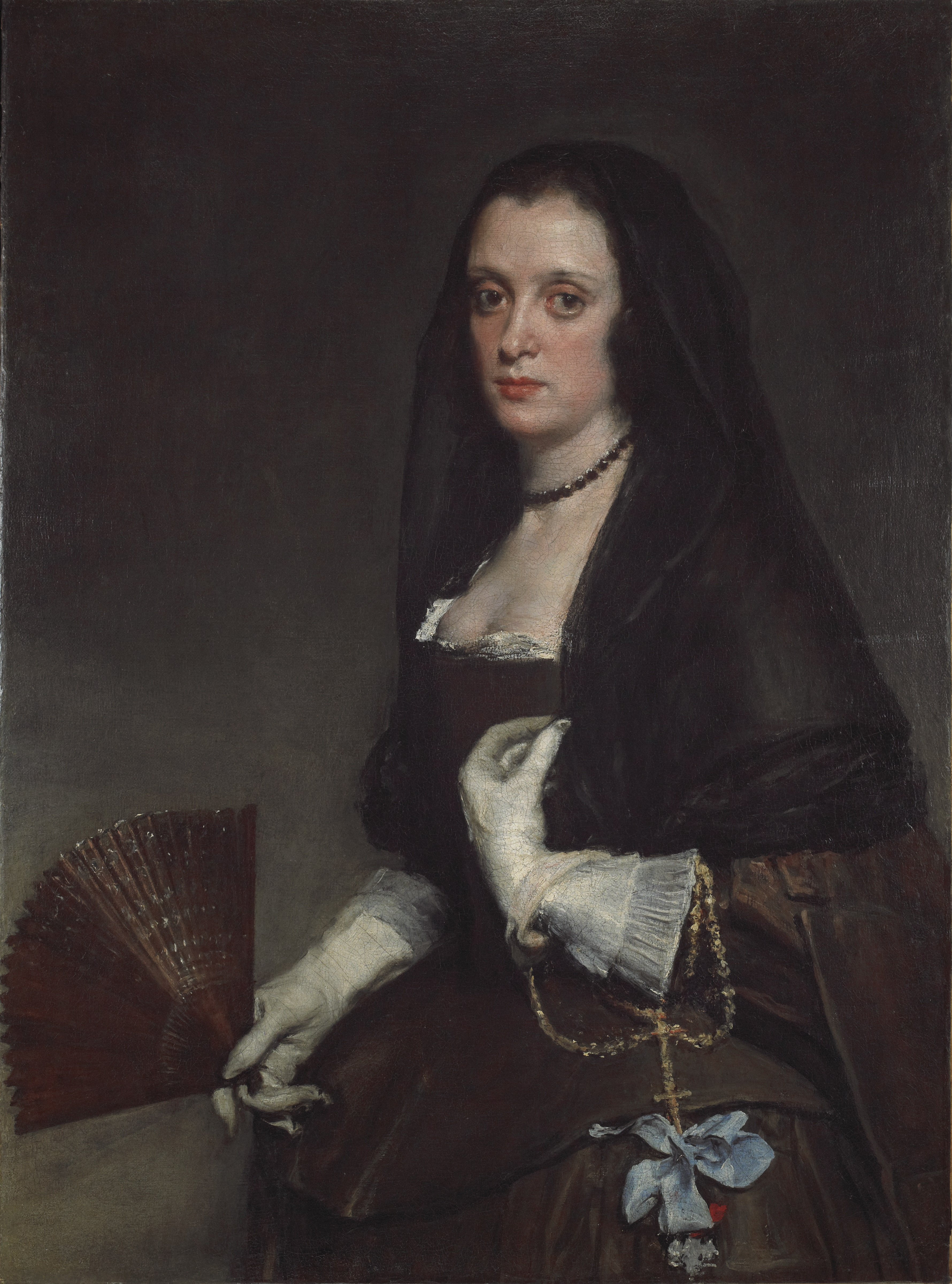
ディエゴ・ベラスケス『扇を持った女性』、ウォレス・コレクション、ロンドン

絵画の帰属について、1944年にF. J. サンチェス・カントン (F. J. Sánchez Cantón) は、絵画はベラスケスにより着手されたが、義理の息子であるフアン・バウティスタ・マルティネス・デル・マーソにより完成されたと結論をくだした。しかしながら、絵画が全面的にベラスケスによるものであるという伝統的な帰属は、死の際にベラスケスの部屋にあった絵画の目録により裏づけられる。その目録には、「針仕事をしている女性の、もう1つの頭部」という記述を含んでいるのである。
『お針子』は未完成の肖像画で、光と影の中に造形された頭部が最も完成されている部分である。腕と手は粗くスケッチされている。結果として、ベラスケスの易々とジェスチャーを描く技量、彼の人物像を大まかに造形する様式、対象が周囲の大気の中に溶け込む印象を与える彼の能力が示されている。
画家は柔らかい光と、深いが透明な影を用いて、顔、膨らみのある胸、手の連続する動きを明らかにしている。一見すると、女性の手はざっと描かれただけのように見える。しかし、動きを表すために形態を明確にせず、大まかに表すことは晩年のいくつものベラスケスの作品に見られる。『インノケンティウス10世の肖像』 (ドーリア・パンフィーリ美術館、ローマ) の震えているように見える教皇の手、『ラス・メニーナス』 (プラド美術館) 中で足を犬に載せている少年の動きを感じさせる不明瞭な輪郭、そして『アラクネの寓話』 (プラド美術館) の前景で糸紡ぎをしている女性の連続する指の動きのように見える描写。これらすべての作品において、移ろう光の面の効果による新たな方法で動きの感覚が伝えられている。
『お針子』と『扇を持った女性』 (ウォレス・コレクション、ロンドン) との間の類似性が指摘されてきた。顔貌が類似しているだけでなく、顔と胸を描く筆致も類似しているのである。とはいえ、服装や手仕事に従事する姿からして、本作の女性は上流階級の女性ではありない。人物の素性は確実に明らかになっているわけではないが、ベラスケスの娘のフランシスカ・ベラスケス・デル・マーソであると提唱されている。もし、両作品のモデルが同じであるなら、少なくとも画家とモデルの間の親密さを示唆するであろう。